# Бархим
ОАО «Бархим» (Бара́новичский завод бытовой химии; бел. Бархім; Баранавіцкі завод бытавой хіміі) — белорусское химическое предприятие, расположенное в городе Барановичи Брестской области.

## История
Завод создан в 1979 году на базе городского промышленного комбината, существовавшего с 1940 года. В 1961 году к горпромкомбинату была присоединена артель «Химик», в 1968 году предприятие было переименовано в городской химический комбинат. В том же году началось освоение производства стиральных порошков, лакокрасочных изделий, клейких лент, сварочных электродов. С 1 января 1979 года горхимкомбинат преобразован в Барановичский завод бытовой химии, который стал головной организацией производственного объединения «Белместбытхим» в составе Барановичского, Борисовского и Калинковичского заводов бытовой химии. К 1983 году на барановичском заводе работало 816 человек, в том числе 68 человек с высшим образованием и 96 — со средним специальным образованием. Завод изначально специализировался на выпуске моющих средств, производил также лаки и краски, сварочные электроды, эмали и грунтовки на полимеризационных смолах, товары народного потребления. Предприятие входило в систему Министерства местной промышленности Белорусской ССР, в 1991—1993 годах — в Госкомитет Республики Беларусь по промышленности и межотраслевым производствам, в 1993—2005 годах — в концерн «Белместпром». В 1994 года завод преобразован в производственную фирму «Бархим», в 2000 году — в производственно-торговое республиканское унитарное предприятие (ПТРУП «Бархим»). По состоянию на 2020 год — открытое акционерное общество.

## Современное состояние
Завод производит средства для стирки, мытья посуды, жидкое мыло, чистящие средства, технические моющие средства под брендами «Айсберг», «Маг», «Новый Лотос», «Универсал», «Детский-М», «Няня», «Блик», «Янтарь», «Экспресс». В настоящее время предприятие входит в холдинг «Белресурсы».